# Przytkowice
Przytkowice est une localité polonaise de la gmina de Kalwaria Zebrzydowska, située dans le powiat de Wadowice en voïvodie de Petite-Pologne.